# Ostmiomaffo
Ostmiomaffo (indonesisch Miomaffo Timur) ist ein indonesischer Distrikt (Kecamatan) im Westen der Insel Timor.

## Geographie
| „Dorf“ (Desa) | Verwaltungssitz | Fläche    | Einwohner | Bevölkerungs- dichte |
| ------------- | --------------- | --------- | --------- | -------------------- |
| Oesena        | Oesena          | 4,9 km²   | 2.917     | 595                  |
| Taekas        | Taekas          | 18 km²    | 1.655     | 92                   |
| Femnasi       | Femnasi         | 14 km²    | 892       | 64                   |
| Jak           | Jak             | 4,35 km²  | 632       | 145                  |
| Tuntun        | Tuntun          | 3,5 km²   | 802       | 229                  |
| Tunoe         | Tunoe           | 5,7 km²   | 965       | 169                  |
| Bokon         | Bokon           | 9 km²     | 448       | 50                   |
| Kaebaun       | Kaenbaun        | 10 km²    | 548       | 55                   |
| Fatusene      | Fatusene        | 5,33 km²  | 474       | 89                   |
| Amol          | Amol            | 10,67 km² | 1.237     | 116                  |
| Bitefa        | Bitefa          | 16 km²    | 1.366     | 85                   |

Der Distrikt befindet sich im Westen des Regierungsbezirks Nordzentraltimor (Timor Tengah Utara) der Provinz Ost-Nusa-Tenggara (Nusa Tenggara Timur). Im Südwesten liegt der Distrikt Zentralbikomi (Bikomi Tengah), im Westen Nordbikomi (Bikomi Utara), im Norden Naibenu, im Osten Insana Fafinesu und Zentralinsana (Insana Tengah) und im Süden Westinsana (Insana Barat) und die Stadt Kefamenanu.
Ostmiomaffo hat eine Fläche von 101,45 km² und teilt sich in die elf Desa Oesena, Taekas (Taikas), Femnasi, Jak, Tuntun, Tunoe, Bokon, Kaebaun, Fatusene, Amol und Bitefa. Der Verwaltungssitz befindet sich in Oesena. Das Territorium liegt komplett in einer Meereshöhe von über 700 m. Das Klima teilt sich, wie sonst auch auf Timor, in eine Regen- und eine Trockenzeit.

## Flora
Im Distrikt finden sich Vorkommen von Lontarpalmen, Bambus, Kokospalmen, Teak, Mahagoni und Lamtoro.

## Einwohner
2017 lebten in Ostmiomaffo 11.936 Einwohner. 5.936 sind Männer, 6.000 Frauen. Die Bevölkerungsdichte liegt bei 118 Personen pro Quadratkilometer. 11.872 Personen bekennen sich zum katholischen Glauben, 58 sind Protestanten, fünf Personen muslimischen Glaubens und einer Hindu. Im Distrikt gibt es 18 katholische Kirchen.

## Geschichte
Auf dem Gebiet von Ostmiomaffo lag das traditionelle Reich von Tunbaba. Hauptort war Kaenbaun (Desa Kaebaun).
1899 kam es zu bewaffneten Auseinandersetzungen zwischen den Einheimischen aus dem portugiesischen Oe-Cusse Ambeno und jenen aus dem niederländischen Tunbaba, wo es noch reiche Sandelholzvorkommen gab. Die endgültige Grenzziehung zwischen den Kolonialmächten Portugal und Niederlande erfolgte mit den Verträgen von 1904 und 1916.

## Wirtschaft, Infrastruktur und Verkehr
Die meisten Einwohner des Distrikts leben von der Landwirtschaft. Als Haustiere werden Rinder (4.506), Pferde (53), Büffel (9), Schweine (2.985), Ziegen (1.633), Hühner (8.097) und Enten (50) gehalten. Auf 1.628 Hektar wird Mais angebaut, auf 1.454 Hektar Reis, auf 789 Hektar Maniok, auf 157 Hektar Erdnüsse und auf 78 Hektar grüne Bohnen.
In Oesena gibt es zwei Kindergärten, des Weiteren im Distrikt 13 Grundschulen (fünf staatliche und acht private), fünf Mittelschulen und eine weiterführende Schule.
26 Kilometer Straßen sind asphaltiert. Mit Kies sind 18 Kilometer Straßen bedeckt. Der öffentliche Verkehr wird betrieben durch zwei Kleinbusse, 23 Pick Ups, 12 Lastwagen, zwei Busse und 180 Motorrädern.

## Persönlichkeiten
- Dominikus Saku (* 1960 in Taekas), Bischof von Atambua